# Alexander Schmorell

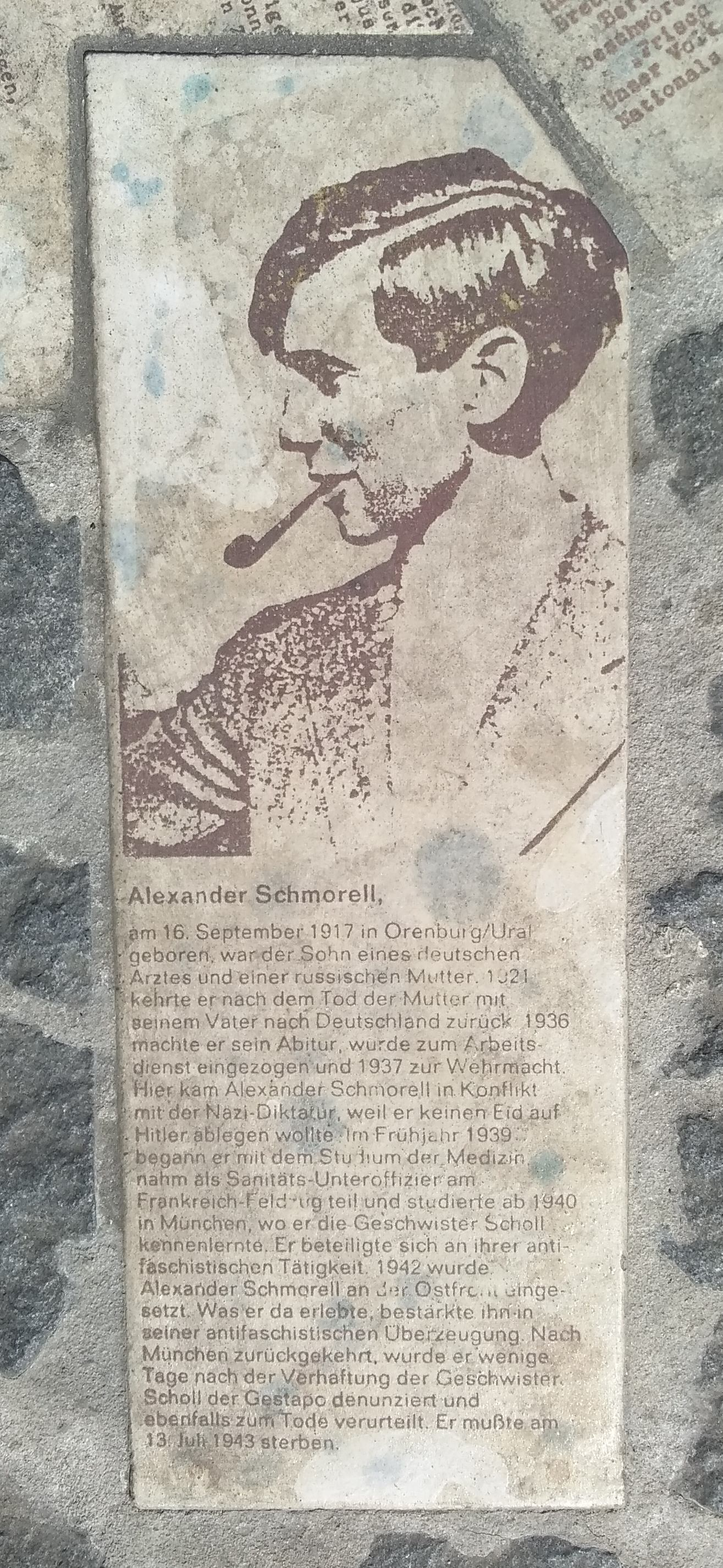
Een stoeptegel als gedenkplaat voor Schmorell in München

Alexander Schmorell (Orenburg (Rusland), 16 september 1917 - München, 13 juli 1943) was een deelnemer aan verzetsgroep 'Die Weiße Rose'. In de Russisch-Orthodoxe kerk wordt hij sinds februari 2012 als een nieuwe martelaar vereerd en Alexander van München genoemd.

## Leven
Alexander Schmorell stamt af van de Oost-Pruisische pelshandelaar Karl-August Schmorell (1832–1902), die sinds 1855 in de aan de rivier Oeral liggende stad Orenburg woonde, waar hij betrokken was in het stadsbestuur en economische activiteit ontplooide. Zo bezat hij brouwerijen en fabrieken voor chirurgisch materiaal. Zijn moeder was Russische en heette Natalja Petrova Wwedenskaja (Наталья Петровна Введенская). Zij was dochter van een Russisch-Orthodoxe priester en liet Alexander in dat geloof dopen. Toen hij twee jaar oud was stierf zij tijdens de burgeroorlog, aan tyfus. In 1921 emigreerde hij met zijn vader en diens tweede vrouw Elisabeth, geboren Hoffman, naar München. Een Russisch kindermeisje emigreerde mee. In zijn ontwikkeling nam zij de plaats van zijn overleden moeder in. Omdat zij nauwelijks Duits sprak groeide Alexander tweetalig op.
In 1935 bezocht hij, gezamenlijk met Christoph Probst een gymnasiumopleiding in München. Na zijn eindexamen in 1936 werd hij bij de Reichsarbeitsdienst (RAD) ingezet. Sinds november 1937 was hij in militaire dienst, waar hij al met het nationaalsocialisme in conflict zou zijn gekomen. In 1938 was hij als soldaat betrokken bij de Anschluss van Oostenrijk en niet veel later bij de aanval op Tsjecho-Slowakije. Na zijn militaire dienst begon hij, op aanraden van zijn vader, een medicijnenstudie in Hamburg. Daar leerde hij Traute Lafrenz kennen, een vrouw die in het Duitse verzet een grote rol zou spelen. In de zomer van 1940 zag hij zich genoodzaakt als sanitair onderofficier aan de veldtocht tegen Frankrijk deel te nemen. In september 1940 keerde hij terug naar München om zijn studie medicijnen te vervolgen, waar hij eind juni 1941 Hans Scholl en niet veel later ook Willi Graf leerde kennen. In de herfst van 1941 maakte hij bij een niet openbare tekencursus kennis met Lilo Ramdohr.
Van mei tot juli 1942 schreef hij met Hans Scholl de eerste vier vlugschriften van de ‘Weißen Rose’. Vanaf eind Juli 1942 nam hij als geneeskundige in opleiding deel aan de oorlog tegen de Sovjet-Unie. Daarbij was hij in staat de anderen een beter begrip voor de bevolking van zijn geboorteland bij te brengen. Terug uit Rusland was hij in de mogelijkheid het wintersemester 1942/43 aan de universiteit te volgen. Einde november 1942 reisde hij, na bemiddeling van Lilo Ramdohr met Hans Scholl naar Falk Harnack in Chemnitz om contacten te leggen met verzetskringen in Berlijn. In december zocht hij met Hans Scholl contact met professor Kurt Huber. Gezamenlijk maakten zij het vijfde vlugschrift ‘Oproep aan alle Duitsers!’ dat Schmorell vervolgens in Oostenrijkse steden verdeelde. Met Hans Scholl en Willi Graf schreef hij ook leuzen als ‘Weg met Hitler’ en ‘Vrijheid’ op de muren in München. In februari werden Hans en Sophie Scholl en Christian Probst door het regime gearresteerd en omgebracht. Schmorell probeerde met hulp van bekenden en een valse pas naar Zwitserland te ontkomen, maar dat mislukte. Op 24 februari werd hij in een schuilkelder herkend, aangegeven en gearresteerd. Daarvoor was al een publiek opsporingsbevel gegeven.
Schmorell werd op 19 april 1943 in het tweede proces tegen de ‘Weiße Rose’ door het Volksgerichtshof ter dood veroordeeld. Op de leeftijd van 25 jaar werd hij op 13 juli 1943 op dezelfde dag als Kurt Huber geëxecuteerd met de guillotine in de Stadelheim-gevangenis.
- Bibsys: 8014399
- Bibliothèque nationale de France: cb160510488 (data)
- Gemeinsame Normdatei: 119207982
- International Standard Name Identifier: 0000 0000 5340 4907
- Library of Congress Control Number: no99067659
- Nederlandse Thesaurus van Auteursnamen: 314975578
- Système universitaire de documentation: 13962001X
- Virtual International Authority File: 77120606
- WorldCat: E39PBJkT6G3dYV9rfCcxmCFR8C